# Raymond Firth
Pour les articles homonymes, voir Firth.
Sir Raymond Firth (25 mars 1901-22 février 2002) est un ethnologue et anthropologue néo-zélandais.
Considéré comme l'un des fondateurs de l'anthropologie économique, il dirigea le département d'anthropologie de la London School of Economics à la suite de Bronislaw Malinowski. Comme lui, Firth s'inscrit dans le courant fonctionnaliste. D'un point de vue ethnographique son œuvre est connue pour sa monographie de la société polynésienne traditionnelle de l'île de Tikopia (îles Salomon).

## Biographie
Né près de Auckland en Nouvelle-Zélande, Firth commença par y étudier l'économie. C'est ainsi qu'il vint, en 1924, au Royaume-Uni avec l'intention d'y préparer sa thèse de doctorat en économie à la London School of Economics. Il y rencontre Bronislaw Malinowski, tout juste nommé professeur, et qui venait de publier ses premiers travaux sur l'économie des îles Trobriand (Nouvelle-Guinée). Sous son influence, Firth se réoriente alors vers l'ethnologie et en premier lieu vers l'économie des sociétés traditionnelles du Pacifique. Il soutient sa thèse de doctorat sur The Primitive Economics of the New Zealand Māori en 1927.
Ce premier travail étant basé uniquement sur des sources écrites, Firth part, en 1928, entreprendre une enquête de terrain sur l'île de Tikopia. L'île, de par son isolement, est alors particulièrement préservée des influences européennes. La société polynésienne dans laquelle vit Firth en 1928-1929 a donc conservé sa religion et son économie traditionnelle. Il poursuivra cette étude de la société de Tikopia et ne publiera pas moins de sept ouvrages d'analyse de cette société sous différents aspects produisant ainsi un classique de l'ethnologie océaniste et de l'anthropologie économique.
Firh obtient un poste à la London School of Economics en 1933. En 1944, il succède à Malinowski à la tête du département d'anthropologie, poste qu'il occupera jusqu'en 1968. Dès 1939, il commence un nouveau travail de terrain à Terengganu, sur la côte est de la Malaisie, où il étudie l'économie d'un village de pêcheurs, son intégration croissante à l'économie de marché et les bouleversements liés à l'apparition des rapports de type capitaliste dans cette société traditionnelle.
En 1973, il devient Sir Raymond Firth et en 1984 il reçoit le titre de docteur honoris causa de l'université Jagellonne de Cracovie.
Après sa retraite universitaire, il poursuivit ses recherches, publiant de nombreux articles et ouvrages. Il meurt à Londres le 22 février 2002.

## Publications
- Primitive Economics of New Zealand Maori (1929)
- We, the Tikopia: A Sociological Study of Kinship in Primitive Polynesia (1936)  (ISBN 0804712026)
- Primitive Polynesian Economy (1939)  (ISBN 039300774X)
- The Work of the Gods in Tikopia (1940)
- Malay Fishermen: Their Peasant Economy (1946)  (ISBN 0393007758)
- Social Change in Tikopia: Re-study of a Polynesian Community After a Generation (1959)  (ISBN 0415330181)
- History and Traditions of Tikopia' (1961)
- Capital, Savings and Credit in Peasant Societies: Studies from Asia, Oceania, the Caribbean and Middle America (1964)  (ISBN 0415330157)
- Tikopia Ritual and Belief (1967)
- Themes in Economic Anthropology: A General Comment (1967)
- Rank and Religion in Tikopia: A Study in Polynesian Paganism and Conversion to Christianity (1970)